# Херман фон дер Малсбург
Херман фон дер Малсбург (на немски: Hermann von der Malsburg; † 1557) е благородник от род фон дер Малсбург от Северен Хесен, хесенски дворцов маршал, хесенски дрост на Шарфенберг и Либенау, господар в Айхеберг, Лан, Айзунген и Отенщайн, Елмарсхаузен и Оерингхаузен.
Той е син на Ото фон дер Малсбург († 1504) и съпругата му Беата фон Шахтен, дъщеря на Дитрих фон Шахтен († сл. 1469) и на фон Шлегер-Шлайр. Баща му Ото е съветник на ландграф Лудвиг II фон Хесен.
Херман фон дер Малсбург започва служба в ландграфство Хесен, става съветник и тесен довереник на ландграф Филип I фон Хесен. От 1519 г. той е маршал на ландграф Филип I фон Хесен. През 1521 г. той придружава едва 17-годишния ландграф в имперското събрание във Вормс. През 1522/23 г. той се бие с него против рицарското въстание на Франц фон Зикинген. През 1525 г. Херман фон дер Малсбургсе бие с ландграфа против въстаналите селяни в Източен Хесен и Тюрингия.
През 1534 г. маршал фон дер Малсбург участва в похода на ландграфа във Вюртемберг, за да се помогне на херцог Улрих I фон Вюртемберг отново да получи трона.
През 1542 г. по завещание Херман е опекун на синовете на ландграф Филип.
През 1515 г. той купува имението Елмарсхаузен от тъста му Еберхард фон Гуденберг, който умира през 1534 г. През 1541 г. ландграфът му дава също Бройна (в окръг Касел) и тамошния църковен патронат.
Водният дворец Елмарсхаузен е от 1515 г. до днес собственост на фамилията фон дер Малсбург.

## Фамилия
Херман фон дер Малсбург се жени с една от двете дъщери на Еберхард (Еберт) фон Гуденберг († 1534) и съпругата му Анна фон Льовенщайн (* 1516).
Херман фон дер Малсбург се жени втори път 1524 г. за Катарина фон Фирмунд (* 18 декември 1508; † 1597, погребана в Бройна), дъщеря на Филип I фон Фирмунд цу Медебах и Норденбек († 9 септември 1528) и първата му съпруга Беата фон Дюнгелен цу Бладенхорст († 1514). Те имат деца, между тях:
- Кристоф, наследник, завършва дворец Елмарсхаузен
- Ерих, основава с баща си 1552 г. организация за бедните от Бройна, Обер-и Нидерелзунген
- Ото X фон дер Малсбург (* 1528; † 18 октомври 1580), женен 1562 г. за Анна (Агнес) фон Вреде; имат син
- Маргарета фон дер Малсбург (* 1523; † 19 декември 1565), омъжена 1539 г. за Херман VI Ридезел цу Айзенбах (1512 – 1560), син на Йохан VII Ридезел цу Айзенбах († 1550), наследствен маршал в Ландграфство Хесен